# Kolontár
Kolontár (germ. Kornthal im Buchenwald) este o localitate în regiunea Ajka, județul Veszprém, Ungaria de vest.

## Demografie
Componența etnică a satului Kolontár
     Maghiari (93,84%)
     Germani (6,16%)
Componența confesională a satului Kolontár
     Romano-catolici (54,1%)
     Fără religie (2,42%)
     Necunoscută (41,59%)
     Alte religii (2,42%)
Conform recensământului din 2011, satul Kolontár avea 743 de locuitori. Din punct de vedere etnic, majoritatea locuitorilor (93,84%) erau maghiari, cu o minoritate de germani (6,16%).   Din punct de vedere confesional, majoritatea locuitorilor (54,1%) erau romano-catolici, cu o minoritate de persoane fără religie (2,42%). Pentru 41,59% din locuitori nu este cunoscută apartenența confesională.

## Istorie
Localitatea este pentru prima oară amintită în documentele istorice în anul 1210, din timpul invaziilor mongole, care a dus la nimicirea masivă a populației locale. Localitatea a fost refăcută prin sosirea coloniștilor germani. La data de 4 octombrie 2010 aici a avut loc o catastrofă industrială prin ruperea digului de decantare a uzinei de aluminiu din Ajka. Bazinul de decantare se află la ca. 1 km de localitate, se apreciază că a inundat regiunea ca. 600.000 - 700.000 metri cubi de reziduri toxice industriale, care conțineau metale grele. Suprafața inundată este apreciată la ca. 800 ha. suprafață agrară și o mare parte a localității Kolontár. În urma catastrofei șapte oameni și-au pierdut viața și 150 au fost răniți.